# Vitrea argolica
Vitrea argolica is een slakkensoort uit de familie van de Pristilomatidae. De wetenschappelijke naam van de soort is voor het eerst geldig gepubliceerd in 1962 door Riedel.